# Min mamma herr Albin
Min mamma herr Albin (originaltitel: La Cage aux folles), en fars från 1973 skriven av fransmannen Jean Poiret. 
Pjäsen handlar om kärlek, om två män som älskar varandra. Och så handlar det om sonen till en av männen som växer upp med dem. Pjäsen väckte mycket uppmärksamhet när den hade premiär i mitten av 1970-talet. Pjäsen ligger till grund för musikalen La Cage Aux Folles som hade premiär 1983 och som har blivit mer känd än talpjäsen. 
Farsen har spelats i Sverige bland annat på Folkan i Stockholm 1995 där Jörgen Mulligan och Ulf Brunnberg spelade huvudrollerna som det homosexuella paret. I övriga roller medverkade bland annat Laila Westersund, Ulf Isenborg, Kim Sulocki och Malin Berghagen.
En fransk-italiensk filmversion gjordes 1978 med titeln Får jag presentera: Min mamma, herr Albin, vilken i sin tur ligger till grund för den amerikanska filmen The Birdcage – lånta fjädrar från 1996.